# Kroatische Eishockeyliga 1992/93
Die Saison 1992/93 war die zweite Spielzeit der kroatischen Eishockeyliga, der höchsten kroatischen Eishockeyspielklasse. Meister wurde zum insgesamt zweiten Mal in der Vereinsgeschichte der KHL Zagreb.

## Modus
In der Hauptrunde absolvierte jede der vier Mannschaften insgesamt 15 Spiele. Die beiden Erstplatzierten qualifizierten sich für das Meisterschaftsfinale. Für einen Sieg erhielt jede Mannschaft zwei Punkte, bei einem Unentschieden gab es einen Punkt und bei einer Niederlage null Punkte.

## Hauptrunde
|    | Klub                 | Sp | S  | U | N  | Tore   | Punkte |
| -- | -------------------- | -- | -- | - | -- | ------ | ------ |
| 1. | KHL Zagreb           | 15 | 14 | 1 | 0  | 164:21 | 29     |
| 2. | KHL Mladost Zagreb   | 15 | 8  | 3 | 4  | 84:57  | 19     |
| 3. | KHL Medveščak Zagreb | 15 | 4  | 2 | 9  | 70:99  | 10     |
| 4. | INA Sisak            | 15 | 1  | 0 | 14 | 24:165 | 2      |

Sp = Spiele, S = Siege, U = Unentschieden, N = Niederlagen

## Playoffs

### Serie um Platz drei
- KHL Medveščak Zagreb – INA Sisak 3:0 (15:3, 8:5, 15:2)

### Finale
- KHL Zagreb – KHL Mladost Zagreb 3:0 (8:0, 9:1, 12:0)